# جلبة كهربائية

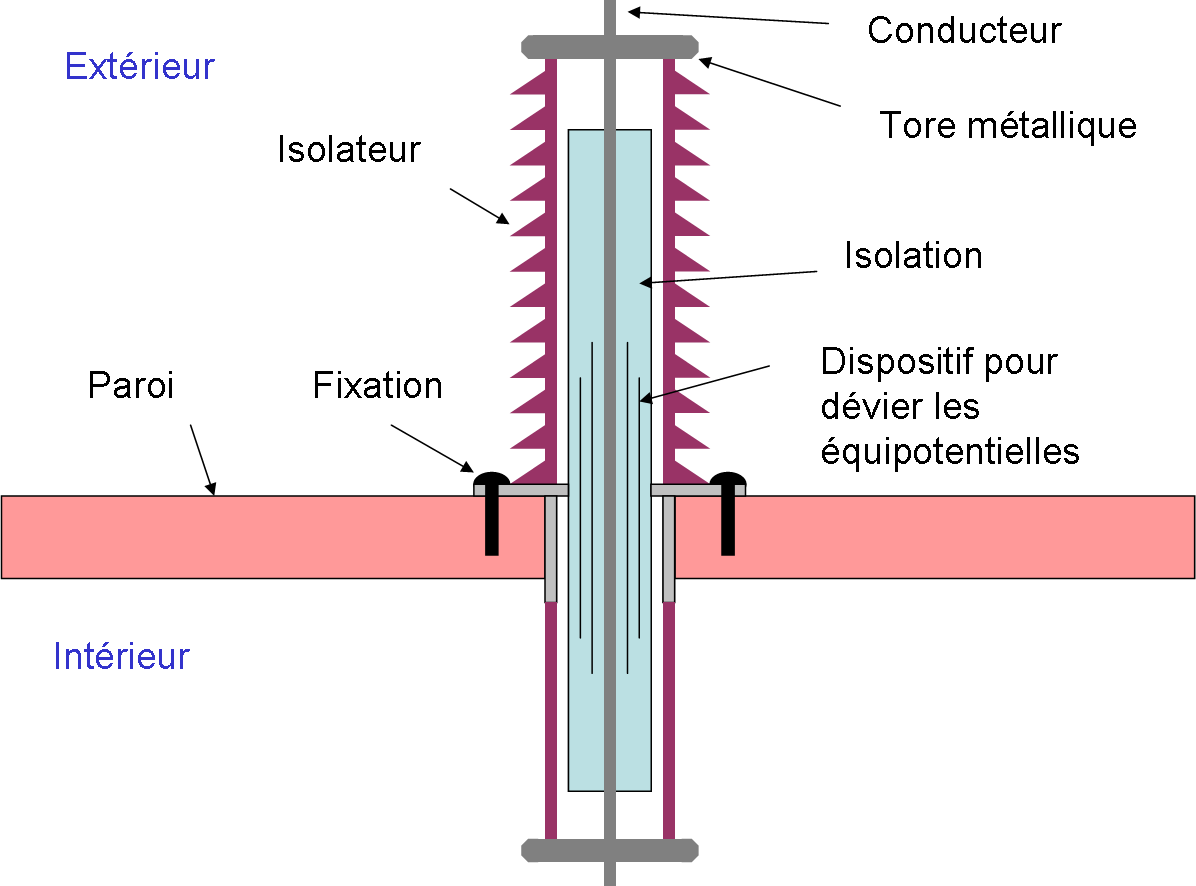
مخطط جلبة كهربائية معزولة

الجلبة الكهربائية (بالإنجليزية: electrical bushing)‏ هي جهاز لنقل القدرة الكهربائية إلى أو من حاويات (أو المستوعبات) الأجهزة الكهربائية للأجهزة الكهربائية مثل المحولات وقواطع الدوائر الكهربائية والمفاعلات المتوازية والمكثفات بطريقة تضمن عدم حصول سريان للتيار عبر الحاويات مما يؤدي إلى قصر في لدائرة وحوادث مختلفة.
وفقا لتعريف معيار ANSI / IEEE فأن الجلبة الكهربائية هي «هيكل عازل بداخله موصل يقوم بتوفير ممر مركزي للتيار مع إمكانية للتركيب على حاجز أو حاوية وإجراء أو غير ذلك، لغرض عزل الموصل عن الحاجز».
وحيث أن الطاقة الكهربائية هي نتاجم الجهد والتيار، يجب أن يكون العزل في الجلبة قادر على تحمل الجهد الذي يتم تطبيقه وأن يكون الموصل قادراً على حمل القيمة الأسمية للتيار المصمم للمرور عبره دون تجاوز درجات الحرارة في العازل المجاور.
يجب أن جلبة أيضا أن تكون قادرة على الصمود في وجه مختلف القوى الميكانيكية المطبقة عليها، وفي بعض الحالات كما يجب أن تكون الجلبة خاتمة أي مانعة للتسرب (على سبيل المثال في حالة الزيت في محولات القدرة وغاز SF6 في المفاتيح).

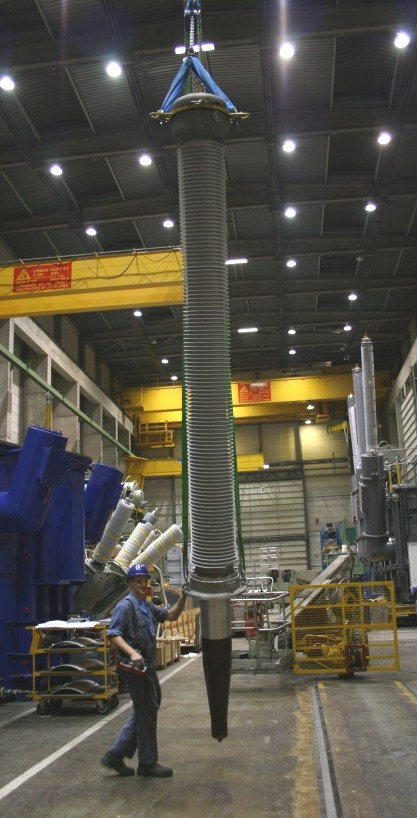
جلبة كهربائية جهد 420 كيلو فولت

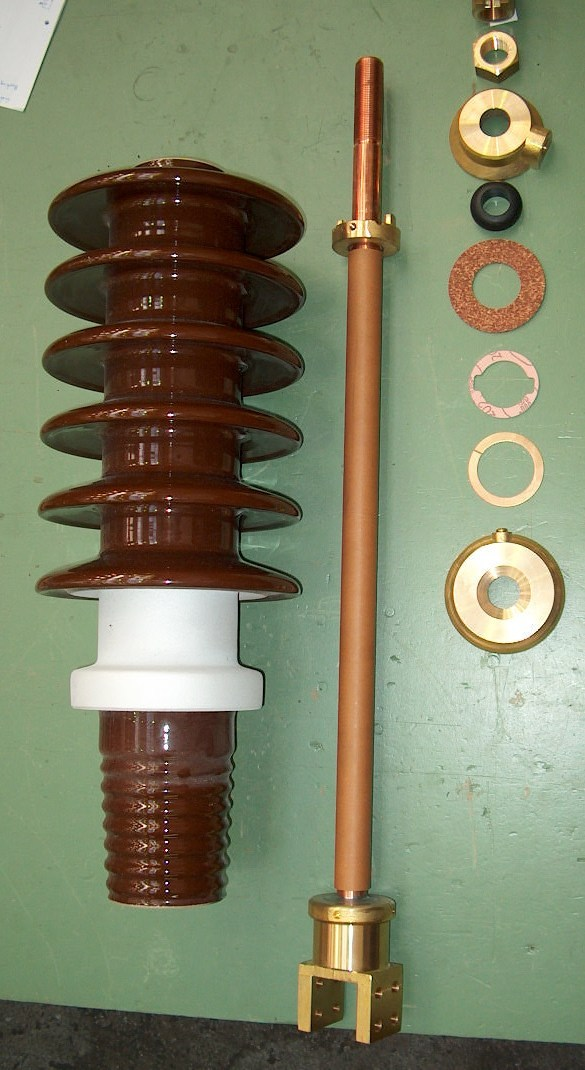
جلبة كهربائية لمحول قدرة

## فشل الجلبة الكهربائية
تفشل الجلبات في بعض الأحيان بسبب التفريغ الجزئي وذلك بسبب التحلل البطيء والمستمر للعازل عبر سنين تطبيق الجهد. حالياً، هناك اهتمام بالغ من شركات إنتاج ونقل وتوزيع الطاقة الكهربائية بمراقبة ظروف تشغيل جلبات الكهربائية ذات الجهد العالي (بالإنجليزية: high voltage bushings)‏. ولكن معظم حالات فشل الجلبات الكهربائية في مراحل مبكرة تعود إلى الفشل في التحكم بمستوى الجهد المطبق أو الفشل بالقيام بالصيانة المطلوبة بالوقت المحدد.

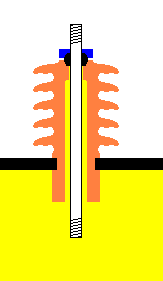
جلبة ناشفة
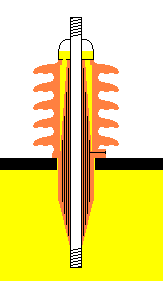
جلبة مكثف مملؤة بالزيت
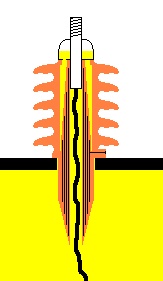
جلبة مكثف مملؤة بالزيت

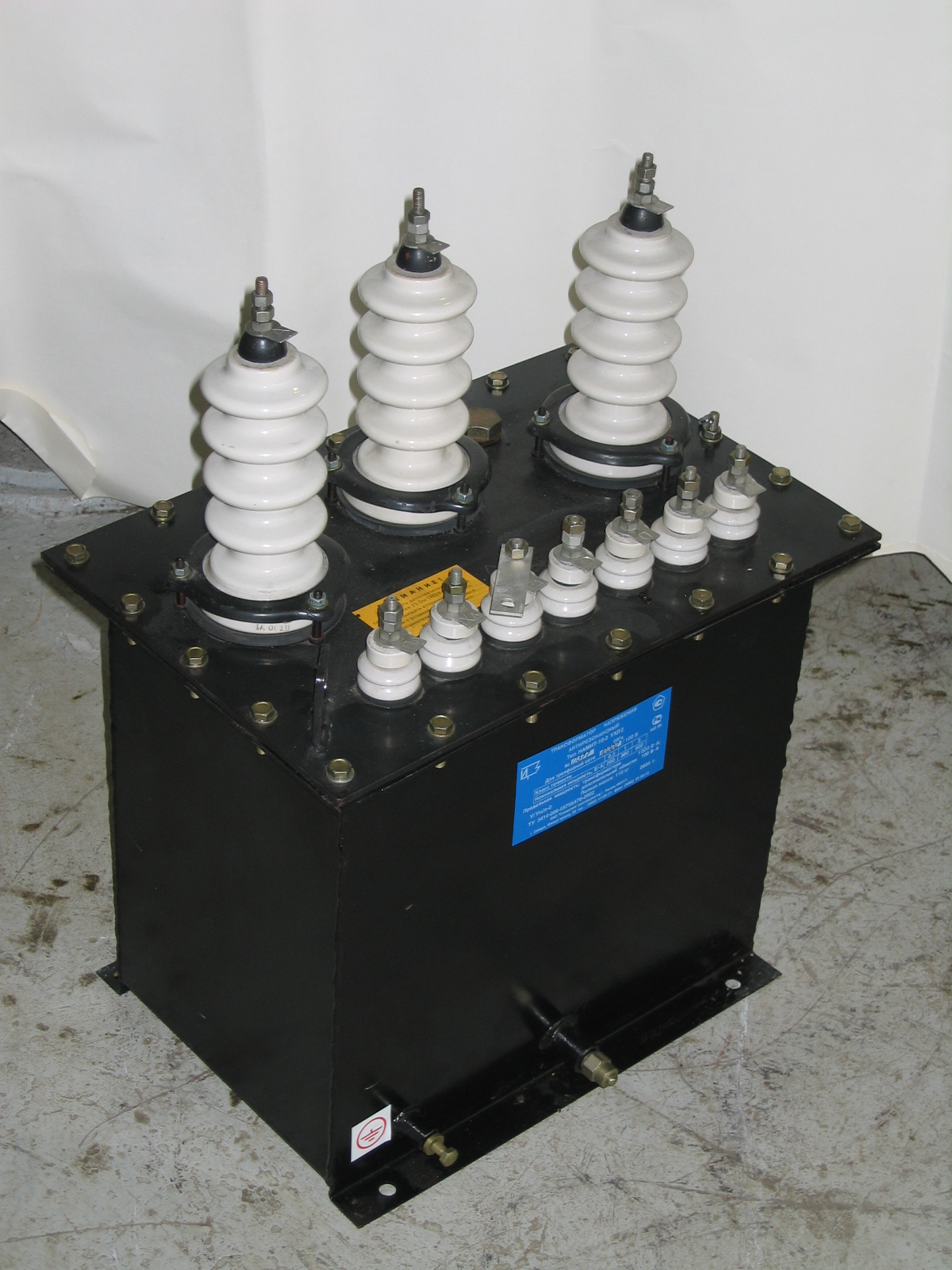
جلبات على محول صغير
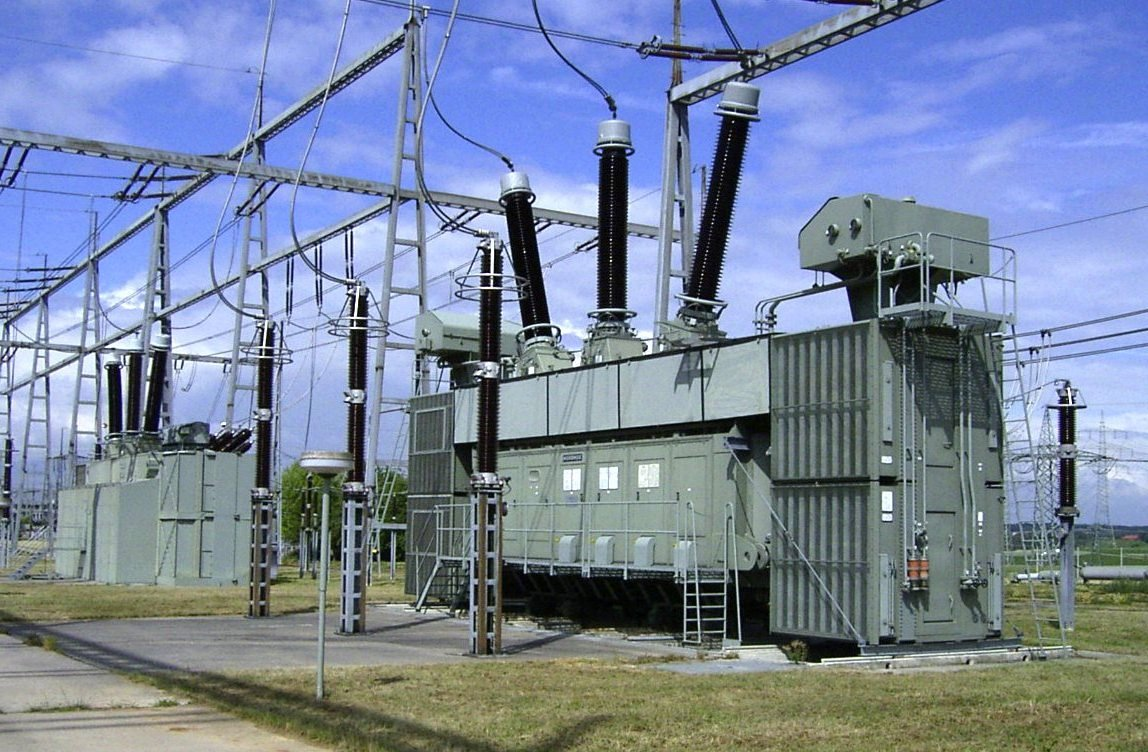
جلبات كبيرة على محول قدرة يستخدم في المحطات الفرعية
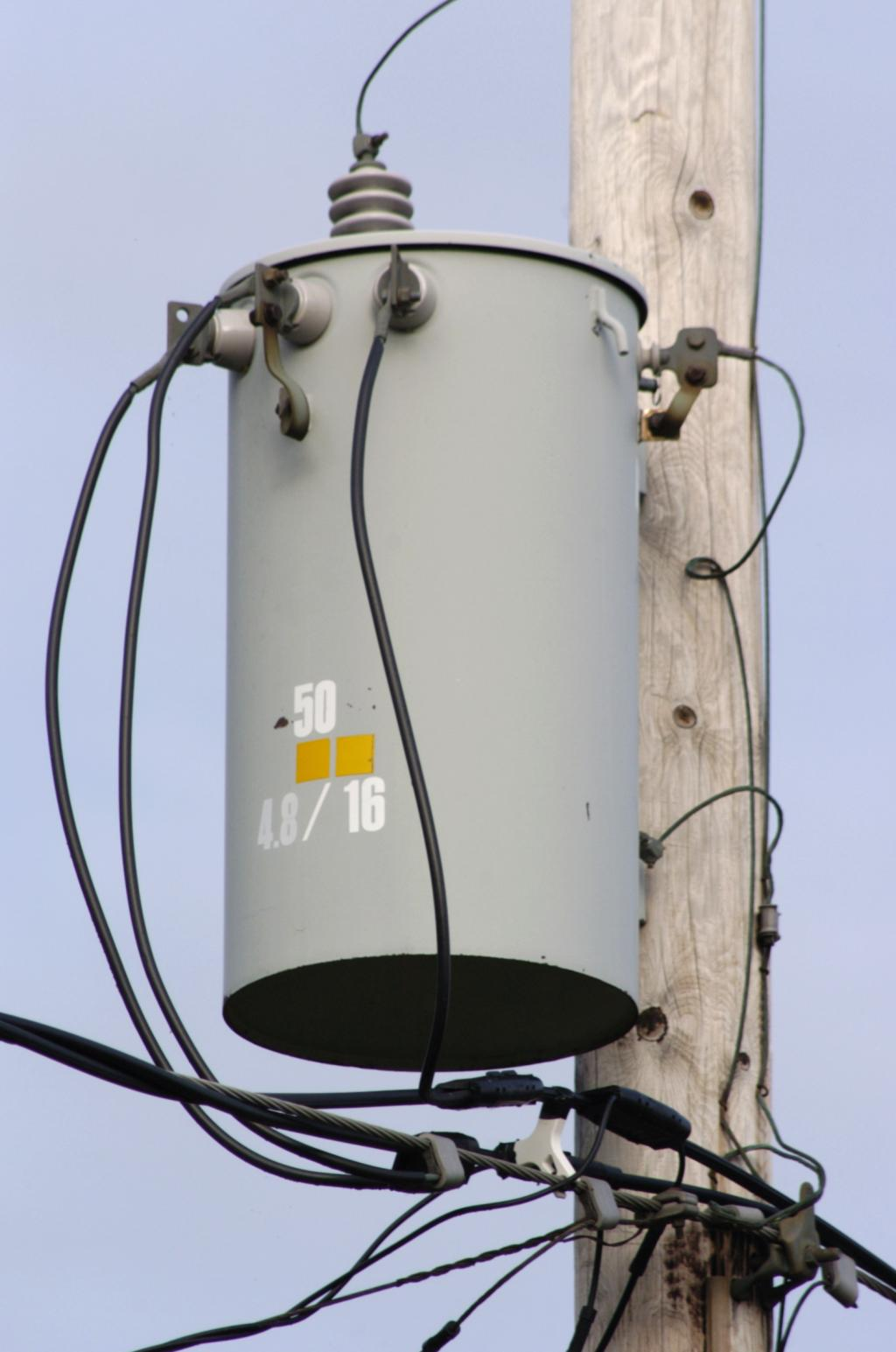
جلبات على محول توزيع أحادي الطور
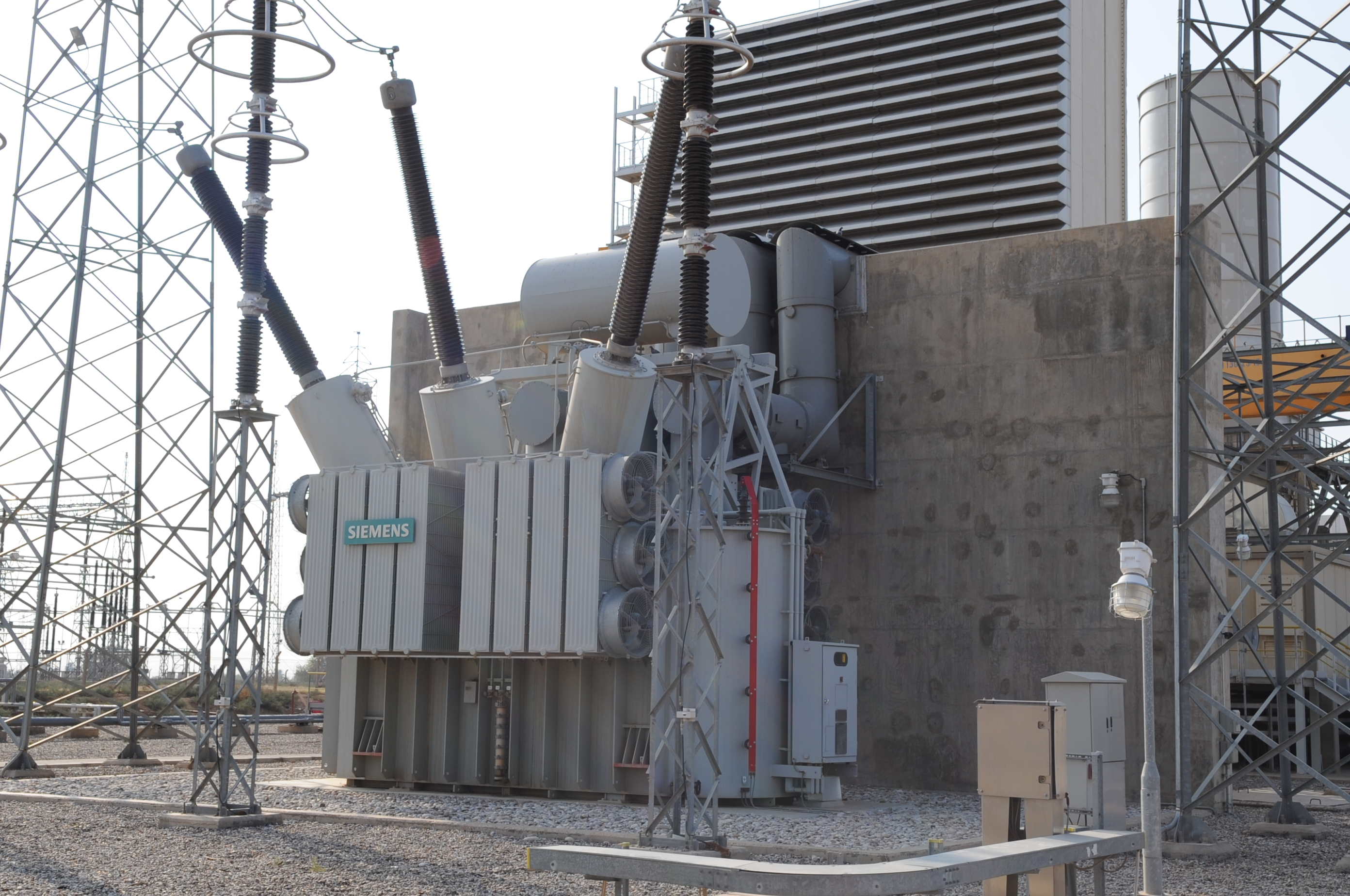
جلبات على محول 380 كيلو فولت في العراق
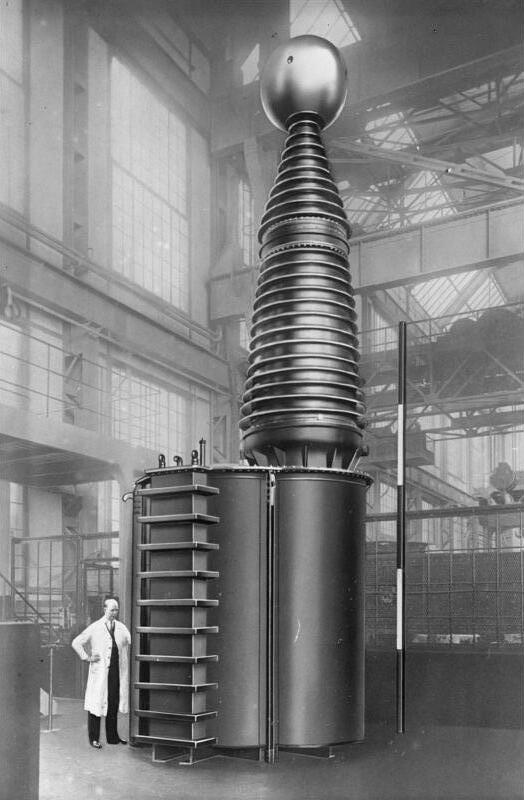
جلبة على محول 1,000,000 فولت من شركة AEG في ألمانيا 1931